# 铁克其乡
铁克其乡，是中华人民共和国新疆维吾尔自治区巴音郭楞蒙古自治州库尔勒市下辖的一个乡镇级行政单位。

## 行政区划
铁克其乡下辖以下地区：
铁克其村、艾兰巴格村、海勒派艾日克村、上恰其村、中恰其村、下恰其村、阿克塔什村和沙南村。